# Stor-Abborrtjärnen (Degerfors socken, Västerbotten)
Stor-Abborrtjärnen är en sjö i Vindelns kommun i Västerbotten och ingår i Umeälvens huvudavrinningsområde. Vid provfiske har abborre fångats i sjön.
Stor-Abborrtjärnen är vattentäkt för Vindeln.